# Emiparesi
L'emiparesi è una difficoltà motoria che interessa una parte laterale del corpo.

## Tipologie
Vi sono due livelli di emiparesi: parziale e completo.
Tra i tipi di emiparesi vi è quella facciale, che colpisce il viso. Altre che colpiscono tutto il corpo possono portare anche alla paralisi.
Tra le più difficoltose da curare vi è l'emiparesi che colpisce il cervello.

## Patologie correlate
Molte sono le disfunzioni dell'organismo che possono manifestare tale forma di paralisi, fra le più comuni le comparse di masse tumorali come i meningioma.